# IC 2656
IC 2656 ist eine Spiralgalaxie vom Hubble-Typ S? im Sternbild Löwe auf der Ekliptik, die schätzungsweise 926 Millionen Lichtjahre von der Milchstraße entfernt ist.
Entdeckt wurde das Objekt am 27. März 1906 von Max Wolf.